# Utahs historia
Utahs historia är en del av den amerikanska historien. 

## Tidiga bosättningar
Arkeologiska fynd har visat att människor bott i nuvarande Utah för 10-12000 år sedan. 

## Europeiska upptäckare

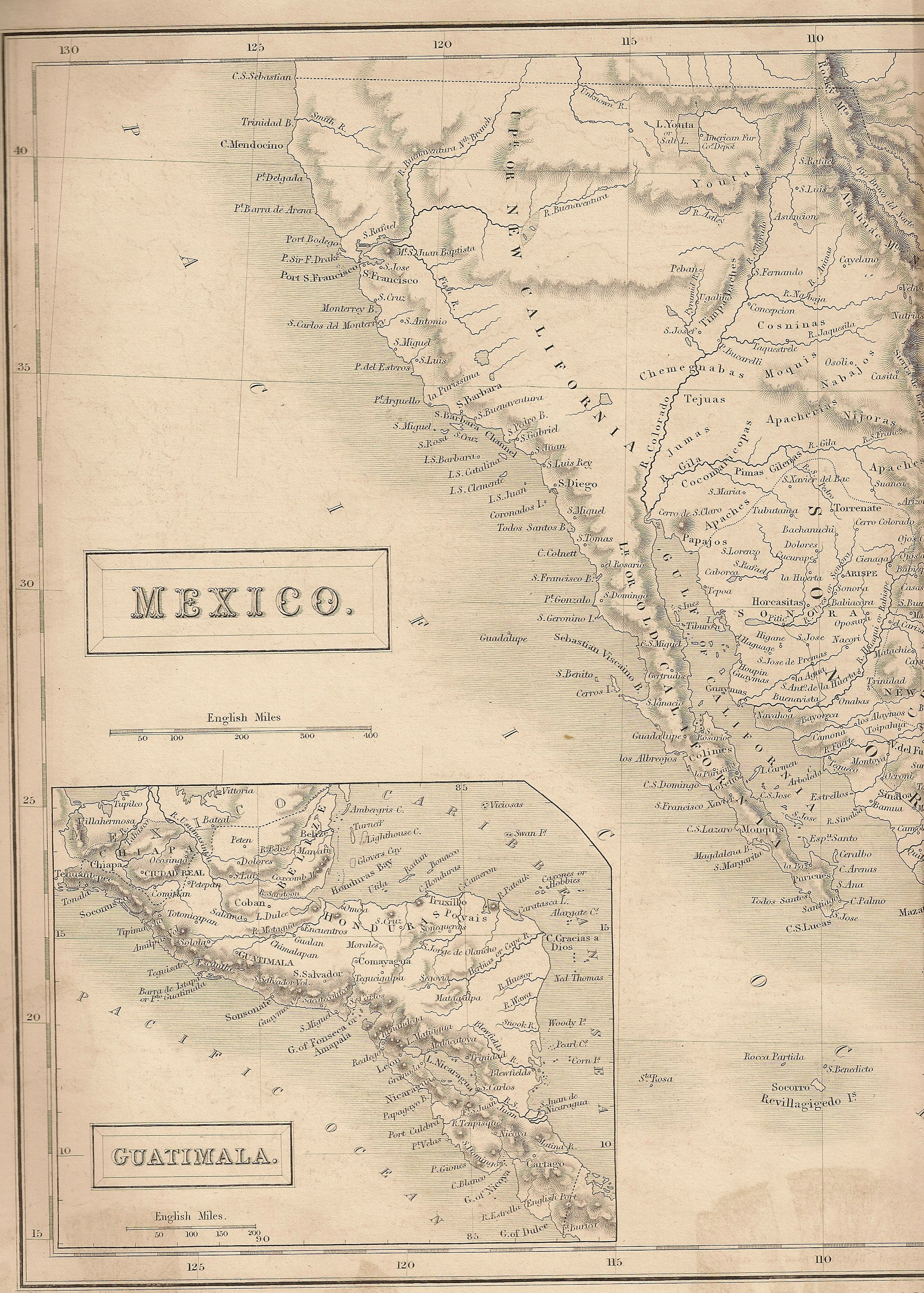
Karta över Utah 1838 då det var en del av Mexico. Ur Britannica 7:e upplagan.

Den spanske upptäcktsresenären Francisco Vásquez de Coronadokan ha korsat nuvarande södra Utah år 1540, då han sökte efter Cíbola.

## Mormonerna
Mormonerna anlände till Salt Lake Valley där de byggde allt från grunden, bevattning, jordbruk, hus, kyrkor och skolor. De ville grunda en delstat, Deseret, vilket inte regeringen godkände. Istället fick de grunda Utahterritoriet. Dispyter mellan mormonerna och den federala regeringen intensifierades efter att mormonernas praktik av polygami blev känt 1854. Detta var en av de viktigaste anledningarna till att Utah inte fick delstatsrättigheter förrän nästan 50 år efter att mormonerna kom till området.

## Amerikanska inbördeskriget
Med början år 1865 utvecklades Utah's Black Hawk War till den dödligaste konflikten i territoriets historia. 